# Templetonia battii
Templetonia battii är en ärtväxtart som beskrevs av Ferdinand von Mueller. Templetonia battii ingår i släktet Templetonia och familjen ärtväxter. Inga underarter finns listade i Catalogue of Life.